# 러브 버그 (1968년 영화)
《러브 버그》(영어: The Love Bug)는 미국에서 제작된 로버트 스티븐슨 감독의 1968년 스포츠 모험 코미디 영화이다. 빌 월시가 공동 각본을 쓰고 제작도 도맡았다. 지각이 있는 1963 폴크스바겐 케퍼 허비, 허비를 운전하는 짐 더글러스(딘 존스 분), 짐의 애정 상대인 정비공 캐럴 버넷(미셸 리 분)이 겪는 소동을 다룬다. 또한 버디 해킷이 따뜻한 마음씨를 지닌 친구 테너시 스타인메츠로 나와 감초 역할을 하며, 데이비드 톰린슨이 악역 피터 손다이크로 등장한다. 1969년도 전체 흥행 2위를 차지하였다.
허비 영화 시리즈 첫 영화이며, 속편 《허비 - 돌아오다》(1974), 《허비 - 몬테카를로에 가다》(1977), 《허비 - 흥분하다》(1980), 《러브 버그》(1997, Disney's The Love Bug), 《허비: 첫 시동을 걸다》(2005)로 이어진다.

## 줄거리
한때 잘나갔던 자동차 경주 선수 짐은 다른 차량들과 치고받다가 작동 가능한 상태로 남은 마지막 차가 우승하는 데멀리션 더비(demolition derby) 경주에서 어린 선수들과 경쟁하는 처지로 전락한다.
짐은 피터가 운영하는 고급 유럽 차 전시장에 들렀다가 그곳 점원이자 정비공인 캐럴과 알게 된다. 돈이 없는 짐은 매장에서 그냥 나오지만 흰색 폴크스바겐 케퍼 하나가 멋대로 집까지 따라온다. 경찰은 짐을 자동차 도둑으로 단정짓고, 반대로 짐은 판매소 주인 피터가 차를 떠넘기려고 모략을 꾸몄다고 믿는다.
결국 짐은 임차 만기 형태로 해당 차를 구매하는 중재안을 받아들인다. 본인이 구경각에 들었다고 주장하는 불교 신자이며 중고차 부품으로 예술 작품을 창조하는 정비공 친구 테너시는 차에 정신이 깃들었다고 여기고 허비(Herbie)라는 이름을 붙인다. 이는 부러진 코 모양이 1963 폴크스바겐 케퍼의 후드처럼 생긴 전 미들급 권투선수 삼촌 허브(Herb)에게서 따온 것이다.
짐은 허비를 타고 리버사이드 레이스웨이에서 피터를 이기면서 온전한 허비 소유권을 얻는다. 허비는 연전연승하나 피터가 몰래 연료 탱크에 아이리시 커피를 채워넣는 바람에 한 경기는 완주에 실패한다.
짐은 허비를 피터에게 팔고 엘도라도 로드 레이스에서 람보르기니 400GT를 타기로 한다. 허비는 질투심이 극에 달해 람보르기니를 들이박아 엉망으로 만든 뒤 줄행랑을 친다. 짐은 허비가 "살아있다"는 사실을 드디어 인정한다. 도주 과정에서 한 가게를 들이박아 무너뜨린 허비는 금문교에서 몸을 던지려 한다. 짐이 죽음을 각오하고 자살을 막으면서 둘은 화해한다.
한편 허비가 망가뜨린 가게 주인인 중국계 자동차 애호가 탱은 수리비를 청구하는 대신 허비를 양도해달라고 요구한다. 이를 수용한 짐은 엘도라도 경주에서 마지막으로 허비를 타게 해달라고 하며 만약 자신이 경주에서 이긴다면 우승 상금 전액을 넘길테니 대신 허비를 다시 자신에게 1 달러에 팔라고 한다. 탱은 이를 흔쾌히 받아들인다.
이틀에 걸쳐 요세미티 계곡과 버지니아시티 사이를 왕복하는 이 시에라네바다산맥 경주에서 허비는 첫째 날 피터의 계략으로 타이어를 둘 잃고 왜건 바퀴에 의지해 꼴찌로 들어온다. 짐은 허비를 이 이상 고생시킬 수는 없단 생각에 경기를 포기하려고 한다. 그러나 실은 탱이 피터와도 이중으로 내기를 걸어두어 자신이 기권을 하면 허비 소유권이 자동으로 피터에게 넘어가며 피터는 허비를 산산이 분해할 작정이라는 걸 알고 경기를 계속할 의지를 굳힌다. 둘째 날 허비는 심지어 금속 피로로 둘로 쪼개진다. 하지만 엔진이 있는 뒷부분이 1등으로 도착하고 피터가 2등으로 들어온 뒤 허비의 앞부분이 3등으로 완주하면서 허비가 1위와 3위를 동시에 차지한다.
피터의 자동차 영업소를 차지한 탱은 테너시를 점원으로 고용하고, 피터와 해버쇼는 탱의 자동차 수리점으로 좌천된다. 용접을 마친 허비는 결혼한 짐과 캐럴을 싣고 신혼여행을 떠난다.

## 출연진
- 딘 존스 - 제임스 "짐" 더글러스 역: 자동차 경주 선수.
- 미셸 리 - 캐럴 베넷 역: 정비공.
- 데이비드 톰린슨 - 피터 손다이크 역: 대리점 영국인 소유주.
- 버디 해킷 - 테너시 스타인메츠 역: 짐의 친구이자 동거인.
- 조 플린 - 해버쇼 역: 피터의 오른팔.
- 벤슨 퐁 - 탱(탕) 우 역: 짐의 친구가 되는 중국계 가게 주인.
- 배리 켈리 - 경사 역
- 아이리스 에이드리언 - 드라이브인 식당 종업원 역
- 로버트 포크 - 바이스 역
- 길 램 - 공원 경찰 역
- 월리 보그 - (허비의 막무가내 주행에) 크게 놀란 자동차 운전자 역
- 페드로 곤잘레즈 곤잘레즈 - 멕시코인 선수 역

## 기타 제작진
- 의상: 빌 토머스

## 같이 보기
- 자동차 대작전
- 크리스틴